# العلاقات الدومينيكية الشمال مقدونية
العلاقات الدومينيكية الشمال مقدونية هي العلاقات الثنائية التي تجمع بين دومينيكا وشمال مقدونيا.

## مقارنة بين البلدين
هذه مقارنة عامة ومرجعية للدولتين:
| وجه المقارنة                                              | دومينيكا              | شمال مقدونيا                                               |
| --------------------------------------------------------- | --------------------- | ---------------------------------------------------------- |
| المساحة (كم2)                                             | 751                   | 25.71 ألف                                                  |
| عدد السكان (نسمة)                                         | 73.92 ألف             | 2.08 مليون                                                 |
| الكثافة السكانية (ن./كم²)                                 | 9.84 ألف              | 80.9                                                       |
| العاصمة                                                   | روسو                  | إسكوبية                                                    |
| اللغة الرسمية                                             | لغة إنجليزية          | اللغة المقدونية، اللغة الألبانية                           |
| العملة                                                    | دولار شرق الكاريبي    | دينار مقدوني                                               |
| الناتج المحلي الإجمالي (بليون دولار)                      | 562.54 مليون          | 11.34 مليار                                                |
| الناتج المحلي الإجمالي (تعادل القوة الشرائية) بليون دولار | 789.63 مليون          | 29.26 مليار                                                |
| الناتج المحلي الإجمالي الاسمي للفرد دولار أمريكي          | 7.12 ألف              | 4.85 ألف                                                   |
| الناتج المحلي الإجمالي للفرد دولار أمريكي                 | 10.88 ألف             | 16.25 ألف                                                  |
| مؤشر التنمية البشرية                                      | 0.724                 | 0.747                                                      |
| رمز المكالمات الدولي                                      | +1767                 | +389                                                       |
| رمز الإنترنت                                              | .dm                   | .mk                                                        |
| المنطقة الزمنية                                           | 00، توقيت أطلنطي موحد | توقيت وسط أوروبا، ت ع م+01:00، ت ع م+02:00، أوروبا/سكوبيه ‏ |

## منظمات دولية مشتركة
يشترك البلدان في عضوية مجموعة من المنظمات الدولية، منها:
| علم المنظمة | اسم المنظمة                        | تاريخ انضمام دومينيكا | تاريخ انضمام شمال مقدونيا |
| ----------- | ---------------------------------- | --------------------- | ------------------------- |
|             | مؤسسة التنمية الدولية              | 29 سبتمبر 1980        | 25 فبراير 1993            |
|             | يونسكو                             | 9 يناير 1979          | 28 يونيو 1993             |
|             | وكالة ضمان الاستثمار متعدد الأطراف | 7 أكتوبر 1991         | 19 مارس 1993              |
|             | الأمم المتحدة                      | 18 ديسمبر 1978        | 8 أبريل 1993              |
|             | الاتحاد البريدي العالمي            | ?                     | ?                         |
|             | البنك الدولي للإنشاء والتعمير      | 29 سبتمبر 1980        | 25 فبراير 1993            |
|             | الاتحاد الدولي للاتصالات           | 28 أكتوبر 1996        | 4 مايو 1993               |
|             | منظمة حظر الأسلحة الكيميائية       | ?                     | ?                         |
|             | مؤسسة التمويل الدولية              | 29 سبتمبر 1980        | 25 فبراير 1993            |
|             | منظمة التجارة العالمية             | ?                     | ?                         |
|             | منظمة الشرطة الجنائية الدولية      | ?                     | ?                         |